# Urtlbach (Schliersee)
Urtlbach war ein Ortsteil des Marktes Schliersee im oberbayerischen Landkreis Miesbach.
Der ehemalige Weiler im Nordwesten des Schlierseer Ortskerns ist mit dem Hauptort zusammengewachsen und die Daten zur Volkszählung wurden letztmals 1925 getrennt erhoben.

## Geschichte
Im Jahr 1900 hatte Urtlbach 4 Wohngebäude und 25 Einwohner, 1925 waren es 4 Wohngebäude und 31 Einwohner.